# Johan Kenkhuis
Johan Kenkhuis, né le 7 mai 1980, est un nageur néerlandais.
Il participe à deux éditions des Jeux olympiques (2000 et 2004). En 2000, il remporte la médaille de bronze au sein du relais 4 × 200m nage libre. En 2004, il remporte la médaille d'argent au sein du relais 4 × 100m nage libre. En 2004, il est l'un des seuls athlètes à s'afficher ouvertement gay. Il arrête sa carrière sportive en 2006.

## Palmarès

### Jeux olympiques
- Jeux olympiques de 2000 à Sydney,  Australie
  -  Médaille de bronze
- Jeux olympiques de 2004 à Athènes,  Grèce
  -  Médaille d'argent